# Robert Margulies
Robert Margulies (ur. 29 września 1908 w Düsseldorf, zm. 31 grudnia 1974 w Mannheim) – niemiecki polityk i działacz gospodarczy, parlamentarzysta krajowy i europejski, członek Komisji EURATOM.

## Życiorys
Po ukończeniu szkoły realnej odbył szkolenie w zawodzie handlarza hurtowego. Pracował w przedsiębiorstwach zbożowych, a od 1933 prowadził własną firmę, jednak w 1937 został wywłaszczony z przyczyn politycznych. Po wojnie pracował w stowarzyszeniu przemysłu zbożowego, następnie założył przedsiębiorstwo działające w tym sektorze. W latach 1949–1951 współprzewodniczący BGA, krajowej federacji hurtowników, usług i handlu zagranicznego; następnie był wiceszefem stowarzyszenia branży zbożowo-paszowo-nawozowej. Kierował także giełdą towarową w Mannheim.
Pomiędzy 1929 a 1933 należał do Jungdemokraten (młodzieżówki Niemieckiej Partii Demokratycznej) oraz do organizacji paramilitarnej Reichsbanner Schwarz-Rot-Gold. Po wojnie został działaczem Demokratycznej Partii Ludowej, z którą w 1948 przystąpił do Wolnej Partii Demokratycznej. Pomiędzy 1946 a 1949 zasiadał w landtagu Badenii-Wirtembergii (początkowo mającym charakter zgromadzenia konstytucyjnego). W latach 1949–1964 członek Bundestagu, od 1958 do 1964 oddelegowany do Parlamentu Europejskiego, gdzie kierował komitetem ds. współpracy z państwami rozwijającymi się. W 1964 zrezygnował z mandatu, zostając członkiem Komisji Europejskiej Wspólnoty Energii Atomowej, kierowanej przez Pierre’a Chatenet (organ ten zlikwidowano w 1967).